# Pla de la Calma
El Pla de la Calma és un altiplà a la seva part més occidental del massís del Montseny. L'àmplia extensió del Pla de la Calma inclou porcions als municipis de Tagamanent, el Brull, Sant Pere de Vilamajor, Montseny i Cànoves i Samalús. El Pla de la Calma s'uneix amb els altres dos grans conjunts muntanyosos que configuren el massís: la carena del turó de l'Home (1.706 m) i de les Agudes (1.703 m) i el turó de Matagalls (1.697 m), pels colls de Sant Marçal i de Collformic, respectivament, encerclant la conca alta del riu Tordera.
El Pla de la Calma és travessat per sender de gran recorregut GR 5 conegut com a sender dels Miradors, que s'uneix al GR 97 del Vallès pel sender de petit recorregut PR-C 139, conegut com a sender del Pi Novell, travessant el terme municipal de Sant Pere de Vilamajor.
El terreny és format per roques sedimentàries que resulten de la compactació de sediments acumulats per l'erosió de les muntanyes. En són característics els gresos vermellosos que es poden veure a les construccions de la zona, com l'església del Brull o la torre Roja de Vilamajor.
El Pla de la Calma són grans extensions de prats i landa, una formació arbustiva. Tot i que de manera natural li correspondria està cobert de boscos, la imatge actual correspon a l'explotació tradicional de la ramaderia i l'agricultura.
Els cims més importants de la serralada són:
- El puig Drau, el cim més alt, a 1.344 m sobre el nivell del mar.
- El Sui
- El turó del Samont
- El turó del Pi Novell
- El turó de Palestrins
- El turó de Sant Elies